# Kevin Huerter
Kevin Huerter (* 27. August 1998 in Albany, New York) ist ein US-amerikanischer Basketballspieler, der bei den Chicago Bulls in der NBA unter Vertrag steht.

## Laufbahn
Huerter entstammt einer Basketballfamilie: Sein älterer Bruder Thomas und sein Vater Tom spielten am Siena College.
Er spielte an der Shenendehowa Central High School und wurde 2016 als bester High-School-Spieler des Bundesstaates New York ausgezeichnet. Nach seinem Wechsel an die University of Maryland war Huerter in seinem Premierenspieljahr 2016/17 bei einer Einsatzzeit von 29 Minuten pro Partie prompt Leistungsträger und erzielte durchschnittlich 9,3 Punkte sowie 4,9 Rebounds je Begegnung. In der Saison 2017/18 schraubte er als Sophomore seine Mittelwerte auf 14,8 Punkte und fünf Rebounds hoch. In seinen beiden Jahren bei Maryland war Huerter der beste Dreipunktewerfer der Hochschulmannschaft.
Im Frühjahr 2018 gab er das Ende seiner Universitätszeit und seinen Wechsel ins Profigeschäft bekannt. Die Atlanta Hawks sicherten sich beim Draft-Verfahren der NBA im Juni 2018 in der ersten Auswahlrunde an 19. Stelle die Rechte an Huerter.
Huerter debütierte in der NBA am 17. Oktober 2018 bei einer 126:107-Niederlage gegen die New York Knicks. Am 11. Januar 2019 erzielte er beim 123:121-Sieg über die Philadelphia 76ers einen Karrierehöchstwert von 29 Punkten. Am Ende der Saison 2018/19 wurde Huerter in das NBA All-Rookie Second Team gewählt, nachdem er zuvor für Atlanta in 75 Einsätzen während der Hauptrunde im Durchschnitt 9,7 Punkte, 3,3 Rebounds sowie 2,9 Korbvorlagen verbucht hatte.
Im Juli 2022 wurde er von den Sacramento Kings als Neuzugang vermeldet. Anfang Februar 2025 wurde er an die Chicago Bulls abgegeben.

### Nationalmannschaft
Huerter errang 2016 mit der US-amerikanischen U18-Nationalmannschaft Gold bei der Amerikameisterschaft.

## Karriere-Statistiken

### NBA

#### Hauptrunde
| Saison  | Team       | GP  | GS  | MPG  | FG % | 3P % | FT % | RPG | APG | SPG | BPG | PPG  |
| ------- | ---------- | --- | --- | ---- | ---- | ---- | ---- | --- | --- | --- | --- | ---- |
| 2018–19 | Atlanta    | 75  | 59  | 27.3 | .419 | .385 | .732 | 3.3 | 2.9 | 0.9 | 0.3 | 9.7  |
| 2019–20 | Atlanta    | 56  | 48  | 31.4 | .413 | .380 | .828 | 4.1 | 3.8 | 0.9 | 0.5 | 12.2 |
| 2020–21 | Atlanta    | 69  | 49  | 30.8 | .432 | .363 | .781 | 3.3 | 3.5 | 1.2 | 0.3 | 11.9 |
| 2021–22 | Atlanta    | 74  | 60  | 29.6 | .454 | .389 | .808 | 3.4 | 2.7 | 0.7 | 0.4 | 12.1 |
| 2022–23 | Sacramento | 75  | 75  | 29.4 | .485 | .402 | .725 | 3.3 | 2.9 | 1.1 | 0.3 | 15.2 |
| 2023–24 | Sacramento | 64  | 59  | 24.4 | .443 | .361 | .766 | 3.5 | 2.6 | 0.7 | 0.4 | 10.2 |
| Gesamt  | Gesamt     | 413 | 350 | 28.8 | .444 | .382 | .766 | 3.5 | 3.0 | 0.9 | 0.3 | 11.9 |

#### Play-offs
| Saison  | Team       | GP | GS | MPG  | FG % | 3P % | FT % | RPG | APG | SPG | BPG | PPG  |
| ------- | ---------- | -- | -- | ---- | ---- | ---- | ---- | --- | --- | --- | --- | ---- |
| 2020–21 | Atlanta    | 18 | 10 | 31.0 | .428 | .347 | .706 | 3.8 | 2.8 | 0.8 | 0.9 | 11.1 |
| 2021–22 | Atlanta    | 5  | 5  | 30.8 | .362 | .290 | .750 | 3.0 | 3.8 | 1.2 | 0.6 | 9.2  |
| 2022–23 | Sacramento | 7  | 7  | 26.1 | .347 | .205 | .750 | 4.4 | 1.1 | 0.4 | 1.3 | 9.1  |
| Gesamt  | Gesamt     | 30 | 22 | 29.8 | .398 | .303 | .724 | 3.8 | 2.6 | 0.8 | 0.9 | 10.3 |